# Pholistoma racemosum
Pholistoma racemosum là loài thực vật có hoa trong họ Mồ hôi. Loài này được (Nutt. ex A. Gray) Constance miêu tả khoa học đầu tiên năm 1939.